# Ring of Darkness
Ring of Darkness é um filme de fantasia/terror lançado em 2004 dirigido pelo estadunidense David DeCoteau. Embora nunca tenha sido lançado nos cinemas americanos, o filme foi lançado mundialmente, sendo dublado para línguas como o Espanhol e o Francês.

## Sumário
O líder principal da boy band Take 10 desaparece. A banda então realiza um concurso para escolher um novo integrante.